# シャーロット・パーキンズ・ギルマン
- シャーロット・パーキンズ・ギルマン
- シャーロット・パーキンス・ギルマン

シャーロット・パーキンズ・ギルマン（英語: Charlotte Perkins Gilman [ˈɡɪlmən]、出生名シャーロット・パーキンズ、その後シャーロット・パーキンズ・ステットソン、1860年7月3日生 – 1935年8月17日没）はアメリカの作家、活動家、フェミニストである。産後神経症にかかった後に書かれた半自伝的な短編小説である「黄色い壁紙」は最もよく知られている。第一波フェミニズムの主要なフェミニストのひとりとして高く評価されている一方、人種差別的な優生学への傾倒により強い批判も受けている人物である。アメリカ女性殿堂入りしている。 

## 生涯

### 生い立ち
シャーロット・パーキンズは1860年7月3日にコネティカット州ハートフォードでメアリ・パーキンズ（旧名メアリ・フィッチ・ウェストコット）とフレデリック・ビーチャー・パーキンズの娘として生まれた。両親は遠い親戚同士で、1857年に結婚した。ビーチャー家の血を引いており、牧師のヘンリー・ウォード・ビーチャーや『アンクル・トムの小屋』を書いた作家のハリエット・ビーチャー・ストウとも血縁である。両親は3年の結婚生活でシャーロットを含む3人の子供をもうけたが、末の子どもが幼くして死去した後、母親は医師からもう出産はできないと告げられた。その直後に父親は妻子を捨てて家を出て、子育ての責任も妻の扶養の責任も放棄した。一家は母子家庭となり、生活苦に陥り、根無し草となって離婚後の14年間で18回も引っ越しを繰り返した。シャーロットは子ども時代を貧困のうちに過ごした。一家は住まいをどうにかするために、親戚や友人と暮らしたり、「共同生活実験」に参加することもあった。女性、結婚、性、経済に関するギルマンの見解の多くは、彼女の子供時代にまで遡ることができる。
学校生活は不安定なもので、7つもの学校に通い、わずが4年で15歳で卒業した。母親は子どもたちにあまり優しさを示さず、自分と同じように子どもたちが傷つかないよう、強い友情を育んだり、小説を読んだりすることを禁じた。自伝である The Living of Charlotte Perkins Gilman の中でシャーロットは、母親が愛情を示したのは幼い娘が眠っている時だけだったと書いている。彼女の子ども時代は、孤立した、貧しい、孤独なものであったものの、公共図書館に頻繁に通い、古代の文明について独学で勉強した。文学が好きだった父の影響も受けており、父は数年後に連絡してきて、読む価値があると思われる本の一覧を彼女に教えた。
若い頃はほとんどロードアイランド州プロビデンスで過ごした。友人と言える人々はだいたい男性であり、当時としては大胆に自分のことを「トムボーイ」と呼んでいた。
知的な子どもであったため教員からは評価されていたが、貧しい生徒だったので期待をかけられていなかったという。好きな科目は「自然哲学」、とくに後に物理学として知られるようになる分野であった。不在だった父親の資金援助により、1878年、18歳の時にロードアイランド・スクール・オブ・デザインの授業に登録した。シャーロットはトレードカード（一種の業務用名刺）を作るアーティストなどの仕事をしていた。家庭教師としても働いた。
ロードアイランド・スクール・オブ・デザイン在学中、1879年頃にシャーロットはマーサ・ルーサーと出会い、マーサと恋愛関係にあったと考えられている。2人の女性が取り交わした書簡から1883年から1889年までの暮らしがわかり、近況などを書いた手紙の他にイラストや原稿などを含んだ50通以上が残っている。マーサが1881年に男性と結婚するため関係を解消し、恋愛が終わったせいでシャーロットは落ち込んで、最初の夫に出会うまでは恋愛を嫌悪していた。

### 結婚と闘病
芸術家のチャールズ・ウォルター・ステットソンに求婚され、直感的に自分にはあっていないと思っていったんは断ったが、結局1884年に結婚した。唯一の子どもであるキャサリン・ビーチャー・ステットソン (1885–1979) が結婚翌年である1885年3月23日に生まれた。シャーロットはこの後に非常に重い産後神経症にかかった。当時は女性は「ヒステリック」で「神経質」だと考えられており、出産後に深刻な不調を訴えても無視されることがあった。娘の出産の頃から数年間のシャーロットの日記のかなりの部分は抑うつに立ち向かう様子を記録している。
1887年4月18日、シャーロットは日記に「何か脳の病気」で非常に不調であり、苦痛を誰にもわかってもらえなくて「正気が失われて」しまいそうなくらいだと書いている。ベッドから出られなくなり、本を読んだり、書いたり、縫い物をしたり、話したり、食事をとったりもできなくなった。
シャーロットはフィラデルフィアに赴き、安静療法を唱えていた医者のサイラス・ウィアー・ミッチェルの診察を受けた。安静療法は安静、隔離、特別な食事を中心とする療法で、圧倒的に女性に対して行われることが多く、女性の家に閉じ込めて知的活動をさせないようにするものであった。シャーロットは文章を書いたり絵を描いたりすることを禁じられ、1日2時間しか知的活動をせずに安静にするよう言われた。数ヶ月ミッチェルのアドバイスに従ったが、抑うつが悪化し、精神状態が完全に崩壊しそうな危険な状態になった。シャーロットは自殺願望を持つようになった。夏の初め頃までには、夫と娘の生活に悪影響を与えず正気を保つには離婚が不可欠だと夫妻は決意した。

### 活動家・文筆家として

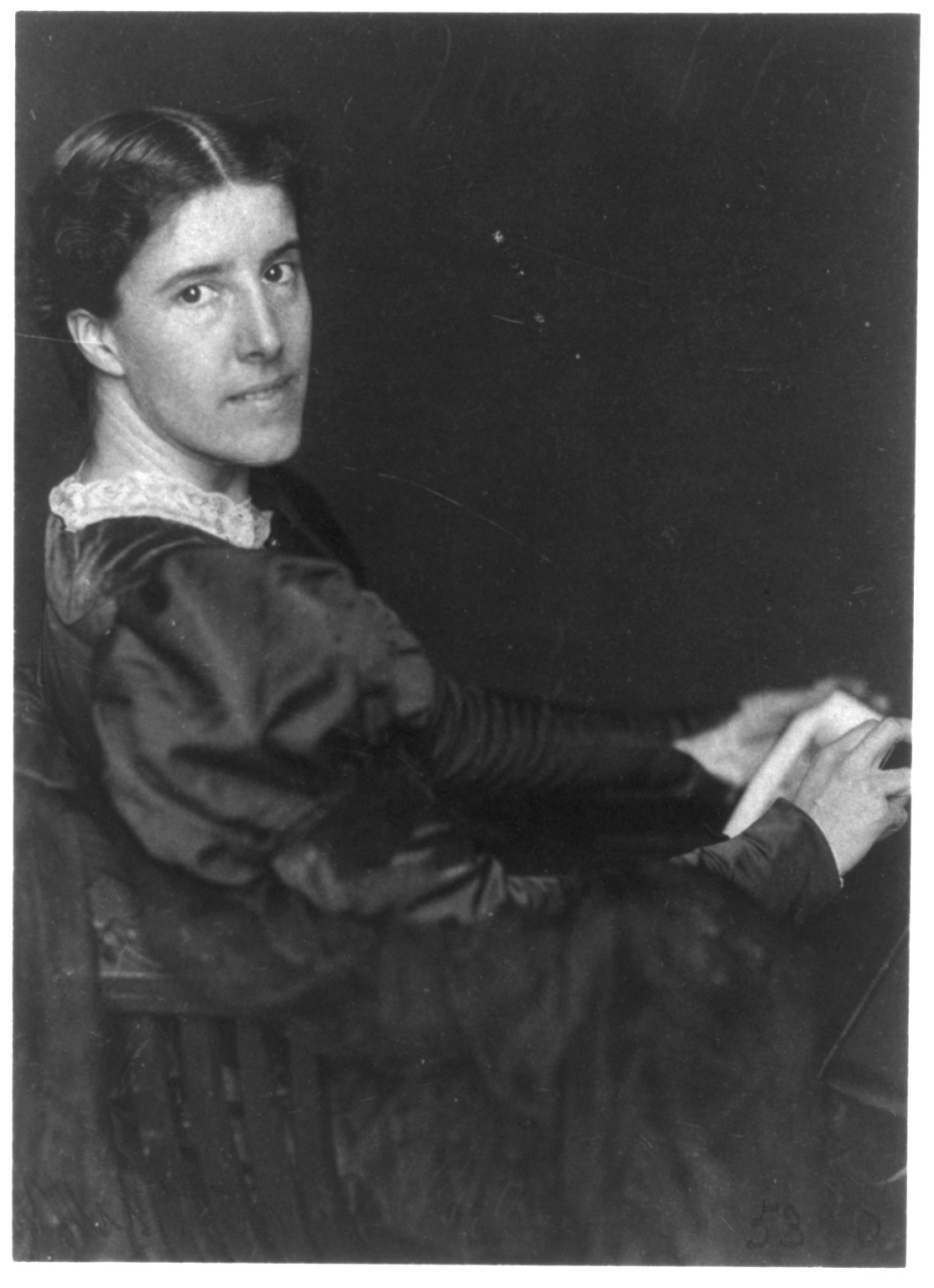
シャーロット・パーキンズ・ギルマン（フランセス・ベンジャミン・ジョンストン撮影、1900年頃）

1888年にシャーロットは夫と別れ、1894年に正式に離婚した。離婚後、ステットソンはシャーロットの友人グレイス・チャニングと結婚した。夫と別れた年にシャーロットは「デリ」ことアデリン・ナップと出会い、真剣な交際をしたが、結局この関係は終わってしまった。シャーロットは娘とカリフォルニア州パサデナに移って、抑うつから回復してこれまでとは異なる知的活動をするようになった。太平洋女性報道協会 (Pacific Coast Women's Press Association)、女性同盟、経済クラブ、（エイドリアン・ジョン・エベルにちなんで名付けられた）エベル協会、親の会、ステイト・カウンシル・オブ・ウィメンなどの組織でフェミニスト・社会改良活動家として活動した。
1890年頃からエッセイ、詩、中編小説、短編小説などを多数書くようになり、のちに刊行されて代表作となる「黄色い壁紙」も書き始めた。ナショナリズムに関する講演を行うようになり、最初の詩集 In This Our World を刊行した頃から世間で名前が知られるようになった。
1890年代初め頃からシャーロットは女性に関することがら、倫理、労働、人権、社会改良に関する講演者としてよく知られるようになった。アメリカ中で講演ツアーが行われた。フィクションでもこの種のテーマによく触れている。
1894年にシャーロットは元夫とその2人目の妻である友人グレイスと生活させるべく娘を東に送った。シャーロットは回顧録で、キャサリンにとってはそのほうがよいかもしれないと述べている。シャーロットは元夫には娘と一緒にいる権利が、娘には父といる権利があると考えていた。
1894年から1895年にかけて、シャーロットは太平洋女性報道協会の週刊文芸誌であった The Impress（旧名 Bulletin）の編集を手掛けた。シャーロットが型破りな母親であり、離婚した女性であるといったようなライフスタイルに対する反感もあり、この雑誌は短命であった。
1896年にはワシントンD.C.で開かれたアメリカ全国女性参政権協会とロンドンで開かれた第二インターナショナル第4回大会の両方に住んでいた地域の代表者として出席した。シャーロットは社会主義者であったがマルクス主義者ではなかったため、後者についてはアラメダ地方の職業団体代表として出席した。この時にロンドンでシャーロットはアウグスト・ベーベルやジョージ・バーナード・ショー、シドニー・ウェッブとビアトリス・ウェッブなどに会っている。
1897年、シャーロットはニューヨークで弁護士をしていたいとこのホートン・ギルマンに法的なことがらに関する相談をし、その後非常に親しくなった。シャーロットが講演旅行に出かけている間もホートンと手紙のやりとりを続けた。日記でシャーロットはホートンを「楽しい」人だと述べている。1900年に2人は結婚し、1922年までニューヨークに住んだ後、コネチカット州ノーウィッチにあるホートンの古い家に引っ越した。
1898年には『女性と経済』を刊行した。1909年から1916年まで、シャーロットはひとりで自身の雑誌『先駆者』(The Forerunner) の編集及び執筆を手掛けた。「思考を刺激し」「希望、勇気、忍耐をかきたて」「特別なメディアを必要とする考えを表現する」ような内容を雑誌で発表することにより、シャーロットは扇情的な主流メディアに反旗を翻すことを目指した。7年2ヶ月の間にそれぞれ28ページの雑誌を82号まで刊行した。1500名近い購読者がおり、"What Diantha Did" (1910)、The Crux (1911)、Moving the Mountain (1911)、『フェミニジア』などが連載された。『先駆者』は「著者の長いキャリアの中でおそらく最も偉大な文学的業績」であるとも言われている。
第一次世界大戦の時期までには、シャーロットの考えは時代にあわないものとなっていた。本人は自伝の中で、フロイト的な考え方が影響力を持つようになった時代には自分の性に関する考え方は世間にアピールしないと述べている。

### 晩年
1932年にシャーロットは乳がんと診断され、治る見込みがないと言われた。ホートンが1934年に脳内出血で突然死去した後、シャーロットは娘が住んでいたパサデナに戻った。
健康状態が悪化したため、安楽死を支持していたシャーロットは1935年8月17日にクロロホルムの過剰摂取で自殺した。自伝にも遺書にも「ガンよりクロロホルムを選んだ」と記している。
1925年に書き始めた自伝 The Living of Charlotte Perkins Gilman は死後の1935年に刊行された。

## 代表作

### 「黄色い壁紙」

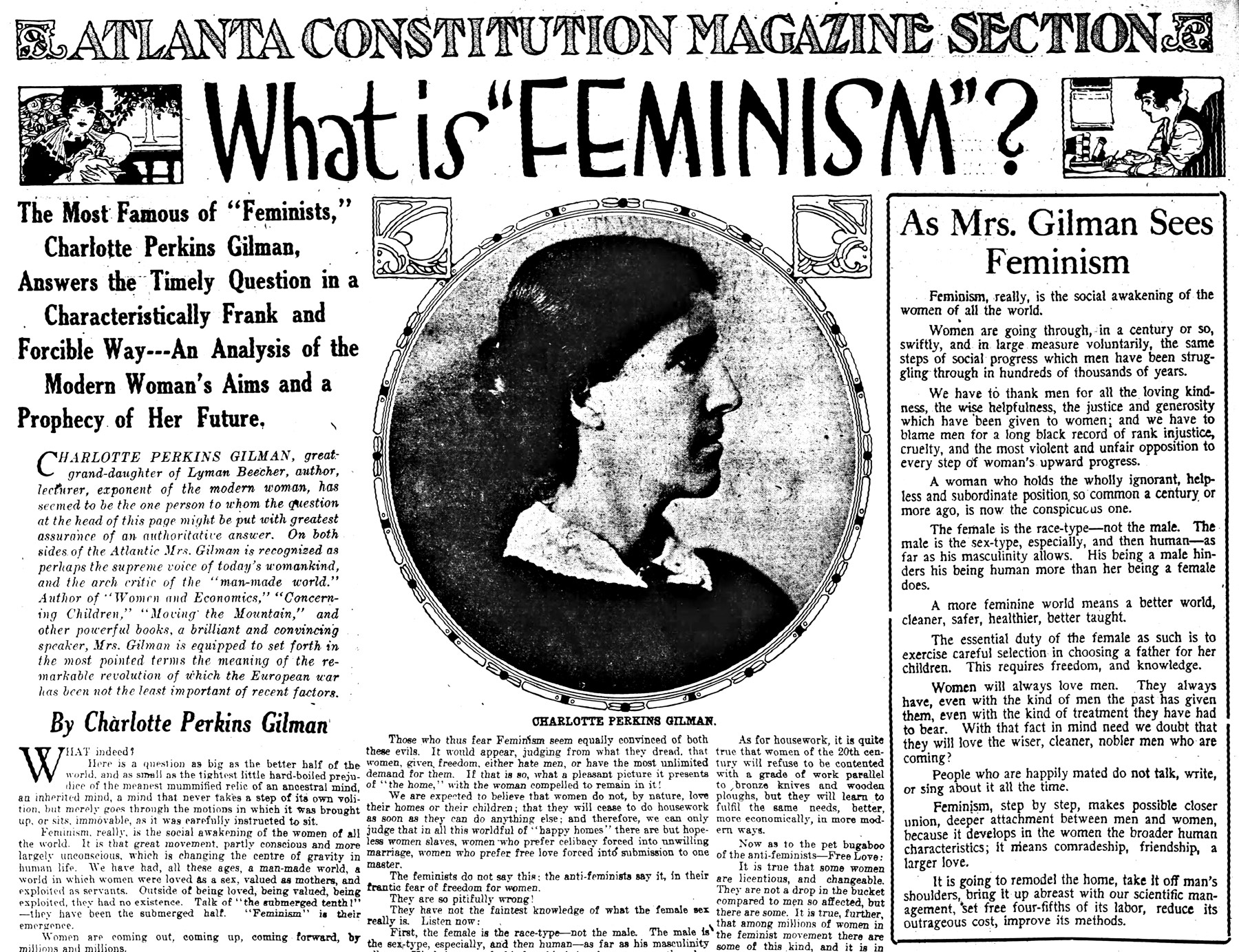
1916年12月10日にシャーロット・パーキンズ・ギルマン（中央写真）がフェミニズムについてAtlanta Constitutionに書いた記事

1890年にシャーロットは短編小説「黄色い壁紙」を執筆した。本作は精神疾患ゆえに家にとじこめられている女性が部屋の黄色い壁紙に執着している様子を描いた作品である。6月6日から7日にかけてパサデナの自宅で執筆し、1年半後に The New England Magazine の1892年1月号に掲載された。   
この物語は最初の夫から受けた扱いにもとづいて書かれた。医師であるサイラス・ウィアー・ミッチェルが安静療法によってシャーロットの抑うつを治そうとしたことに対する反応として書かれた作品であり、作中でも医師の名前が言及されている。シャーロットはサイラス・ウィアー・ミッチェルに本作を1部送っている。
「黄色い壁紙」は当初賛否両論の評価を受けた。Boston Transcript に投稿された匿名の投書では、「どんな読者も喜ばない」、「非常に厳しい非難」に値する作品だと書かれている。単調な暮らしをしている女性が精神疾患にかかりやすい理由を最も示唆的かつ写実的に描いているとして肯定的な評価を下した批評家もいた。
本作はのちにフェミニスト・プレス史上最もよく売れた本となった。初版発行依頼、女性作家やアメリカ文学の選集や教科書などに何度も収録されている。ジェンダーによる「領域分離のイデオロギーが女性に対していかに抑圧的であり、家庭が女性を狂気へと駆り立てる暴力装置となっているかを告発」している作品として読まれている。

### 『女性と経済』
1897年4月に4ヶ月にわたる講演ツアーを終えた後、シャーロットはアメリカにおける性関係と経済について深く考えるようになり、『女性と経済』の初稿を書き上げた。家庭における女性の役割を論じた著作であり、女性に対する圧力を軽減し、公的領域で働く余地を広げるために子育てと家事に関する慣例の変更を訴えるものであった。この著作は、女性は男性に従属させられているが、母親としての役割によって女性が家庭外で働くことが妨げられるべきではなく、家事、料理、子育ては専門化されるだろうということを論じている。シャーロットはマルクス主義ではなくロバート・オウエンやシャルル・フーリエに影響を受けたユートピア的社会主義を信奉しており、プライバシーを重視していたので、協同組合形式ではなく起業家による専門的な家事サービスの導入と、台所のない住宅を提案した。恵まれた立場にあるミドルクラス以上の白人女性を念頭に置いているという点で、この著作の「議論の有効性はきわめて限定的」であったが、それでも画期的なものとして受容された。本書は1898年に刊行され、シャーロットは国際的に注目されるようになった。

### 『フェミニジア』
『フェミニジア』は1915年に『先駆者』に連載されたが、1979年にロンドンのウィメンズ・プレスから刊行されるまで、単著として書籍の形で刊行されたことがなかった。この作品は女性だけの世界を描いたユートピア小説である。2000年以上、女性だけで運営されてきた国に、飛行機に乗って3人の男性探検家がやってくる。そのうちのひとりが女の国の女性を愛するようになり、2人は女の国の住民たちの決議を受けて外の世界に出て行くことになる。
本作においてシャーロットは自らが見たいと望む平等のかたちを示す世界観の創造を行った。社会に男性がいないので、女の国にいる女性たちは稼ぎ手となっている。このため女性が優位な性であり、通常は男性のものとされる性役割を担っている。エリザベス・カイザーが述べているように、「『フェミニジア』では優位とされる性が劣位、あるいは不利な性になっている」。
『フェミニジア』は社会主義的なユートピアを描いたSF小説、フェミニズム文学の古典として評価されているが、一方で作中の白人至上主義、ジェンダー本質主義、反妊娠中絶的な側面が批判されている。
『彼女とともに我らの世界へ』(With Her in Ourland, 1916) は本作の続編であるが、前作に比べるとあまり注目されていない。

## 思想

### フェミニズム
シャーロット・パーキンズ・ギルマンは自らをヒューマニストと称しており、社会が掲げている家父長制的な信念によって家庭という環境が女性を抑圧していると信じていた。シャーロットは男性の攻撃性や女性の母性的役割などは人工的に作られたものであり、先史時代より後の時代の生存にはもはや必要ないと論じた。「女性の心などというものはない。脳は性的器官ではない。女性の肝臓について話したほうがまだマシだ」と書いている。文明に対する女性の貢献は歴史を通して男性中心的文化により止められていたため、女性は人類のうちの発展していない半数であり、人類の衰退を防ぐためには改善が不可欠だと信じていた。
シャーロットは家庭は社会的に再定義されるべきだと論じた。家庭は結婚したカップルが経済的利益や必要性のために一緒に暮らす「経済的実体」から、男性の集団と女性の集団が「個人の人生の平和で永続的な表出」を共有できる場所に変わるべきである。家庭にいる妻と外界との接触の欠如のせいでしばしば夫婦関係に対する不満が発生するので、こうした性と経済が結び付いた関係が解消されれば、家庭生活は改善することが予想される。家庭が再定義され、女性が社会構造に不可欠な存在になることにより、一般的に男性に対する経済的依存によって成り立つ家庭生活に縛られていると感じている女性にとっては劇的な変化が起こる。 
シャーロットは家事は男女が平等に担うべきであり、小さいうちから女性は自立を奨励されるべきだと考えた。"The Home" (1903)、Human Work (1904)、The Man-Made World (1911) など主要著作の多くにおいても、シャーロットは家庭外で働く女性を擁護した。文学作品においても女性のキャリアを扱っており、1910年の"What Diantha Did" では、シャーロットはダイアンサをアメリカの産業界におけるジェンダー規範や性役割に対抗し、女性は社会における大企業の腐敗に対する解決を提供できると信じているキャラクターとして描いた。
シャーロットによると、子どもの時から幼い少女は女の子向けに売られるおもちゃや女の子向けにデザインされる服により、母親になる準備を強制的に社会によって促される。シャーロットは幼い少女と少年が着る服、遊ぶおもちゃ、行う活動には違いをもうけるべきではなく、トムボーイを走り回って自由かつ健康的に体を使う完璧な人間だと評した。

### 人種差別と優生学
1908年にシャーロットは American Journal of Sociology に寄稿し、アメリカにおける多数の黒人に関する「社会学的問題」に関する自らの見解を披瀝した。黒人のアメリカ人を、肌の色ゆえに「大きく異なり、多くの点で劣っている」「大規模な異邦人の集団」と呼び、もし白人のアメリカ人が黒人のアメリカ人を「引き上げ改良するように振る舞えないなら」、白人のアメリカ人こそが「人種改善の策を必要とする」ことになるだろうと論じた。 
この人種差別的な思想ゆえにシャーロットは優生学的な信念に接近し、最初の植民者にまでさかのぼるアメリカ人が、国の人種的純粋性を薄めている移民たちに自らの国を明け渡していると主張した。この点に関する見解をロンドンに旅した際にきかれた時、シャーロットは「私は何よりもまずアングロ・サクソン人です」と答えた。あらゆる女性に選挙権を与えようとする努力の一環として、シャーロットはニューオーリンズで1903年に開催されたアメリカ全国女性参政権協会で、投票のための識字テストに反対した。
文芸批評家スーザン・S・ランサーは、「黄色い壁紙」はシャーロットの人種差別主義に焦点をあてて読解すべきだと述べている。ランサーの業績をもとに、より広い文脈で世紀転換期の文化に関連づけてシャーロットの思想を理解しようとしている文芸批評家もいる。

### 動物の扱い
シャーロットのフェミニズム的著作にはしばしば家畜などの扱いを改革すべきだという姿勢や主張が見られる。「黄色い壁紙」における女性の語り手の退行はイエネコの状況と類似性のあるものとして結びつけることができると論じている文芸批評家もいる。『サタデー・イブニング・ポスト』に寄稿した投書には、馬車をひく馬に対する残虐行為は自動車のおかげでなくなるだろうということが書かれている。

## 評価
シャーロット・パーキンズ・ギルマンは生前、著名人であったが、その後長きにわたって忘れられていた。第一次世界大戦の時期には、社会主義者でフェミニストであるシャーロットは時代遅れと見なされるようになっていた。1960年代頃から、ベティ・フリーダンをはじめとするフェミニストの間でシャーロットの著作がよく読まれるようになった。「黄色い壁紙」などが研究者やフェミニストから注目されることで再度名声を集めるようになった。『フェミニジア』などに描かれている「大胆なユートピア的未来」も評価されている。政治的な動機で執筆を行っていたため、小説については「ともすると観念や教訓が先走り、文学性や芸術性に欠ける」という評価を受けることもあった。
『女性と経済』はのちに「第一波フェミニズムへの最も重要な貢献」と言われるようになる。1911年には本書が日本語に翻訳されたため、大正期の日本ではシャーロット・パーキンズ・ギルマンは注目されており、平塚らいてうや山川菊栄はシャーロットを批判的に受容し、母性保護論争やそれ以降の議論において言及している。
1994年にアメリカ女性殿堂入りした。
第一波フェミニズムの主要なフェミニストとして評価される一方、そのエリート主義や人種差別主義、優生学的思想は批判を受けている。

## 著作
シャーロット・パーキンズ・ギルマンの著作には以下のものが含まれる。日本語訳があるものは[  ]で示した。

### 詩集
- In This Our World, 1st ed. Oakland: McCombs & Vaughn, 1893. London: T. Fisher Unwin, 1895. 2nd ed.; San Francisco: Press of James H. Barry, 1895.
- Suffrage Songs and Verses. New York: Charlton Co., 1911. Microfilm. New Haven: Research Publications, 1977, History of Women #6558.
- The Later Poetry of Charlotte Perkins Gilman. Newark, DE: University of Delaware Press, 1996.

### 短編
シャーロット・パーキンズ・ギルマンは雑誌や新聞などに186編の短編小説を発表しており、多くは自分で刊行していた月刊誌 The Forerunner に掲載された、こうした短編小説はたいていの文芸批評家からは無視されてきた。
- "Circumstances Alter Cases." Kate Field's Washington, July 23, 1890: 55–56. "The Yellow Wall-Paper" and Other Stories. Ed. Robert Shulman. Oxford: Oxford University Press, 1995. 32–38.
- "That Rare Jewel." Women's Journal, May 17, 1890: 158. "The Yellow Wall-Paper" and Other Stories. Ed. Robert Shulman. Oxford: Oxford UP, 1995. 20–24.
- "The Unexpected." Kate Field's Washington, May 21, 1890: 335–6. "The Yellow Wall-Paper" and Other Stories. Ed. Robert Shulman. Oxford: Oxford UP, 1995. 25–31.
- "An Extinct Angel." Kate Field's Washington, September 23, 1891:199–200. "The Yellow Wall-Paper" and Other Stories. Ed. Robert Shulman. Oxford: Oxford UP, 1995. 48–50.
- "The Giant Wistaria." New England Magazine 4 (1891): 480–85. "The Yellow Wall-Paper" and Other Stories. Ed. Robert Shulman. Oxford: Oxford UP, 1995. 39–47.
- "The Yellow Wall-paper." New England Magazine 5 (1892): 647–56; Boston: Small, Maynard & Co., 1899; NY: Feminist Press, 1973 Afterword Elaine Hedges; Oxford: Oxford UP, 1995. Introduction Robert Shulman [「黄色い壁紙」西崎憲訳、シンシア・アスキス他『淑やかな悪夢――英米女流怪談集』倉坂鬼一郎、南條竹則、西崎憲編訳、東京創元社、2000、65-96収録[93]、他短編集などに収録多数].
- "The Rocking-Chair." Worthington's Illustrated 1 (1893): 453–59. "The Yellow Wall-Paper" and Other Stories. Ed. Robert Shulman. Oxford: Oxford UP, 1995. 51–61.
- "An Elopement." San Francisco Call, July 10, 1893: 1. "The Yellow Wall-Paper" and Other Stories. Ed. Robert Shulman. Oxford: Oxford UP, 1995. 66–68.
- "Deserted." San Francisco Call July 17, 1893: 1–2. "The Yellow Wall-Paper" and Other Stories. Ed. Robert Shulman. Oxford: Oxford UP, 1995. 62–65.
- "Through This." Kate Field's Washington, September 13, 1893: 166. "The Yellow Wall-Paper" and Other Stories. Ed. Robert Shulman. Oxford: Oxford UP, 1995. 69–72.
- "A Day's Berryin.'" Impress, October 13, 1894: 4–5. "The Yellow Wall-Paper" and Other Stories. Ed. Robert Shulman. Oxford: Oxford UP, 1995. 78–82.
- "Five Girls." Impress, December 1, 1894: 5. "The Yellow Wall-Paper" and Other Stories. Ed. Robert Shulman. Oxford: Oxford UP, 1995. 83–86.
- "One Way Out." Impress, December 29, 1894: 4–5. "The Yellow Wall-Paper" and Other Stories. Ed. Robert Shulman. Oxford: Oxford UP, 1995. 87–91.
- "The Misleading of Pendleton Oaks." Impress, October 6, 1894: 4–5. "The Yellow Wall-Paper" and Other Stories. Ed. Robert Shulman. Oxford: Oxford UP, 1995. 73–77.
- "An Unnatural Mother." Impress, February 16, 1895: 4–5. "The Yellow Wall-Paper" and Other Stories. Ed. Robert Shulman. Oxford: Oxford UP, 1995. 98–106.
- "An Unpatented Process." Impress, January 12, 1895: 4–5. "The Yellow Wall-Paper" and Other Stories. Ed. Robert Shulman. Oxford: Oxford UP, 1995. 92–97.
- "According to Solomon." Forerunner 1:2 (1909):1–5. "The Yellow Wall-Paper" and Other Stories. Ed. Robert Shulman. Oxford: Oxford UP, 1995. 122–129.
- "Three Thanksgivings." Forerunner 1 (1909): 5–12. "The Yellow Wall-Paper" and Other Stories. Ed. Robert Shulman. Oxford: Oxford UP, 1995. 107–121.
- "What Diantha Did. A NOVEL". Forerunner 1 (1909–11); NY: Charlton Co., 1910; London: T. Fisher Unwin, 1912.
- "The Cottagette." Forerunner 1:10 (1910): 1–5. "The Yellow Wall-Paper" and Other Stories. Ed. Robert Shulman. Oxford: Oxford UP, 1995. 130–138.
- "When I Was a Witch." Forerunner 1 (1910): 1–6. The Charlotte Perkins Gilman Reader. Ed. Ann J. Lane. NY: Pantheon, 1980. 21–31.
- "In Two Houses." Forerunner 2:7 (1911): 171–77. "The Yellow Wall-Paper" and Other Stories. Ed. Robert Shulman. Oxford: Oxford UP, 1995. 159–171.
- "Making a Change." Forerunner 2:12 (1911): 311–315. "The Yellow Wall-Paper" and Other Stories. Ed. Robert Shulman. Oxford: Oxford UP, 1995. 182–190.
- "Moving the Mountain." Forerunner 2 (1911); NY: Charlton Co., 1911; The Charlotte Perkins Gilman Reader. Ed. Ann J. Lane. NY: Pantheon, 1980. 178–188.
- "The Crux.A NOVEL." Forerunner 2 (1910); NY: Charlton Co., 1911; The Charlotte Perkins Gilman Reader. Ed. Ann J. Lane. NY: Pantheon, 1980. 116–122.
- "The Jumping-off Place." Forerunner 2:4 (1911): 87–93. "The Yellow Wall-Paper" and Other Stories. Ed. Robert Shulman. Oxford: Oxford UP, 1995. 148–158.
- "The Widow's Might." Forerunner 2:1 (1911): 3–7. "The Yellow Wall-Paper" and Other Stories. Ed. Robert Shulman. Oxford: Oxford UP, 1995. 139–147.
- "Turned." Forerunner 2:9 (1911): 227–32. "The Yellow Wall-Paper" and Other Stories. Ed. Robert Shulman. Oxford: Oxford UP, 1995. 182–191.
- "Mrs. Elder's Idea." Forerunner 3:2 (1912): 29–32. "The Yellow Wall-Paper" and Other Stories. Ed. Robert Shulman. Oxford: Oxford UP, 1995. 191–199.
- "Their House." Forerunner 3:12 (1912): 309–14. "The Yellow Wall-Paper" and Other Stories''. Ed. Robert Shulman. Oxford: Oxford UP, 1995. 200–209.
- "A Council of War." Forerunner 4:8 (1913): 197–201. "The Yellow Wall-Paper" and Other Stories. Ed. Robert Shulman. Oxford: Oxford UP, 1995. 235–243.
- "Bee Wise." Forerunner 4:7 (1913): 169–173. "The Yellow Wall-Paper" and Other Stories. Ed. Robert Shulman. Oxford: Oxford UP, 1995. 226–234.
- "Her Beauty." Forerunner 4:2 (1913): 29–33. "The Yellow Wall-Paper" and Other Stories. Ed. Robert Shulman. Oxford: Oxford UP, 1995. 210–217.
- "Mrs. Hines's Money." Forerunner 4:4 (1913): 85–89. "The Yellow Wall-Paper" and Other Stories. Ed. Robert Shulman. Oxford: Oxford UP, 1995. 218–226.
- "A Partnership." Forerunner 5:6 (1914): 141–45. "The Yellow Wall-Paper" and Other Stories. Ed. Robert Shulman. Oxford: Oxford UP, 1995. 253–261.
- "Begnina Machiavelli. A NOVEL." Forerunner 5 (1914); NY: Such and Such Publishing, 1998.
- "Fulfilment." Forerunner 5:3 (1914): 57–61. "The Yellow Wall-Paper" and Other Stories. Ed. Robert Shulman. Oxford: Oxford UP, 1995.
- "If I Were a Man." Physical Culture 32 (1914): 31–34. "The Yellow Wall-Paper" and Other Stories. Ed. Robert Shulman. Oxford: Oxford UP, 1995. 262–268.
- "Mr. Peebles's Heart." Forerunner 5:9 (1914): 225–29. "The Yellow Wall-Paper" and Other Stories. Ed. Robert Shulman. Oxford: Oxford UP, 1995. 269–276.
- "Dr. Clair's Place." Forerunner 6:6 (1915): 141–45. "The Yellow Wall-Paper" and Other Stories. Ed. Robert Shulman. Oxford: Oxford UP, 1995. 295–303.
- "Girls and Land." Forerunner 6:5 (1915): 113–117. "The Yellow Wall-Paper" and Other Stories. Ed. Robert Shulman. Oxford: Oxford UP, 1995. 286–294.
- "Herland. A NOVEL. " Forerunner 6 (1915); NY: Pantheon Books, 1979.
- "Mrs. Merrill's Duties." Forerunner 6:3 (1915): 57–61. "The Yellow Wall-Paper" and Other Stories. Ed. Robert Shulman. Oxford: Oxford UP, 1995. 277–285.
- "A Surplus Woman." Forerunner 7:5 (1916): 113–18. "The Yellow Wall-Paper" and Other Stories. Ed. Robert Shulman. Oxford: Oxford UP, 1995. 304–313.
- "Joan's Defender." Forerunner 7:6 (1916): 141–45. '"The Yellow Wall-Paper" and Other Stories. Ed. Robert Shulman. Oxford: Oxford UP, 1995. 314–322.
- "The Girl in the Pink Hat." Forerunner 7 (1916): 39–46. The Charlotte Perkins Gilman Reader. Ed. Ann J. Lane. NY: Pantheon, 1980. 39–45.
- "With Her in Ourland: Sequel to Herland. A NOVEL." Forerunner 7 (1916); Westport: Greenwood Publishing Group, 1997.

### 長編及び中編小説
- What Diantha Did. Forerunner. 1909–10.
- The Crux. Forerunner. 1911.
- Moving the Mountain. Forerunner. 1911.
- Mag-Marjorie. Forerunner. 1912.
- Won Over Forerunner. 1913.
- Benigna Machiavelli Forerunner. 1914.
- Herland. Forerunner. 1915 [『フェミニジア――女だけのユートピア』三輪妙子訳、現代書館、1984].
- With Her in Ourland. Forerunner. 1916.
- Unpunished. Ed. Catherine J. Golden and Denise D. Knight. New York: Feminist Press, 1997.

### 戯曲及び対話編
- "Dame Nature Interviewed on the Woman Question as It Looks to Her" Kate Field's Washington (1890): 138–40.
- "The Twilight." Impress (November 10, 1894): 4–5.
- "Story Studies", Impress, November 17, 1894: 5.
- "The Story Guessers", Impress, November 24, 1894: 5.
- "Three Women." Forerunner 2 (1911): 134.
- "Something to Vote For", Forerunner 2 (1911) 143–53.
- "The Ceaseless Struggle of Sex: A Dramatic View." Kate Field's Washington. April 9, 1890, 239–40.

### ノンフィクション
- Gems of Art for the Home and Fireside. Providence: J. A. and R. A. Reid, 1888.
- Women and Economics: A Study of the Economic Relation Between Men and Women as a Factor in Social Evolution. Boston: Small, Maynard & Co., 1898 [『生活と両性問題』大日本文明協会訳、1919[94]].

- Concerning Children. Boston: Small, Maynard & Co., 1900.
- The Home. Its Work and Influence. New York: McClure, Phillips, & Co., 1903.
- Human Work. New York: McClure, Phillips, & Co., 1904.
- The Man-Made World or, Our Androcentric Culture. New York: Charton Co., 1911.
- Our Brains and What Ails Them. Serialized in Forerunner. 1912.
- Social Ethics. Serialized in Forerunner. 1914.
- His Religion and Hers: A Study of the Faith of Our Fathers and the Work of Our Mothers. NY and London: Century Co., 1923; London: T. Fisher Unwin, 1924; Westport: Hyperion Press, 1976.
- Our Changing Morality. Ed. Freda Kirchway. NY: Boni, 1930. 53–66.

#### 短編及びシリーズ
- "On Advertising for Marriage." The Alpha 11, September 1, 1885: 7
- "Why Women Do Not Reform Their Dress." Woman's Journal, October 9, 1886: 338.
- "A Protest Against Petticoats." Woman's Journal, January 8, 1887: 60.
- "The Providence Ladies Gymnasium." Providence Journal 8 (1888): 2.
- "How Much Must We Read?" Pacific Monthly 1 (1889): 43–44.
- "Altering Human Nature." California Nationalist, May 10, 1890: 10.
- "Are Women Better Than Men?" Pacific Monthly 3 (1891): 9–11.
- "A Lady on the Cap and Apron Question." Wasp, June 6, 1891: 3.
- "The Reactive Lies of Gallantry." Belford's ns 2 (1892): 205–8.
- "The Vegetable Chinaman." Housekeeper's Weekly, June 24, 1893: 3.
- "The Saloon and Its Annex." Stockton Mail 4 (1893): 4.
- "The Business League for Women." Impress 1 (1894): 2.
- "Official Report of Woman's Congress." Impress 1 (1894): 3.
- "John Smith and Armenia." Impress, January 12, 1895: 2–3.
- "The American Government." Woman's Column, June 6, 1896: 3.
- "When Socialism Began." American Fabian 3 (1897): 1–2.
- "Causes and Uses of the Subjection of Women." Woman's Journal, December 24, 1898: 410.
- "The Automobile as a Reformer." Saturday Evening Post, June 3, 1899: 778.
- "Superfluous Women." Women's Journal, April 7, 1900: 105.
- "Esthetic Dyspepsia." Saturday Evening Post, August 4, 1900: 12.
- "Ideals of Child Culture." Child Stude For Mothers and Teachers. Ed Margaret Sangster. Philadelphia: Booklovers Library, 1901. 93–101.
- "Should Wives Work?" Success 5 (1902): 139.
- "Fortschritte der Frauen in Amerika." Neues Frauenleben 1:1 (1903): 2–5.
- "The Passing of the Home in Great American Cities." Cosmopolitan 38 (1904): 137–47.
- "The Beauty of a Block." Independent, July 14, 1904: 67–72.
- "The Home and the Hospital." Good Housekeeping 40 (1905): 9.
- "Some Light on the [Single Woman's] 'Problem.'" American Magazine 62 (1906): 4270428.
- "Why Cooperative Housekeeping Fails." Harper's Bazaar 41 (July 1907): 625–629.
- "Social Darwinism." American Journal of Sociology 12 (1907): 713–14.
- "A Suggestion on the Negro Problem." American Journal of Sociology 14 (1908): 78–85.
- "How Home Conditions React Upon the Family." American Journal of Sociology 14 (1909): 592–605.
- "Children's Clothing." Harper's Bazaar 44 (1910): 24.
- "On Dogs." Forerunner 2 (1911): 206–9.
- "Should Women Use Violence?" Pictorial Review 14 (1912): 11, 78–79.
- "How to Lighten the Labor of Women." McCall's 40 (1912): 14–15, 77.
- "What 'Love' Really Is." Pictorial Review 14 (1913): 11, 57.
- "Gum Chewing in Public." New York Times, May 20, 1914:12:5.
- "A Rational Position on Suffrage/At the Request of the New York Times, Mrs. Gilman Presents the Best Arguments Possible in Behalf of Votes for Women." New York Times Magazine, March 7, 1915: 14–15.
- "What is Feminism?" Boston Sunday Herald Magazine, September 3, 1916: 7.
- "The Housekeeper and the Food Problem." Annals of the American Academy 74 (1917): 123–40.
- "Concerning Clothes." Independent, June 22, 1918: 478, 483.
- "The Socializing of Education." Public, April 5, 1919: 348–49.
- "A Woman's Party." Suffragist 8 (1920): 8–9.
- "Making Towns Fit to Live In." Century 102 (1921): 361–366.
- "Cross-Examining Santa Claus." Century 105 (1922): 169–174.
- "Is America Too Hospitable?" Forum 70 (1923): 1983–89.
- "Toward Monogamy." Nation, June 11, 1924: 671–73.
- "The Nobler Male." Forum 74 (1925): 19–21.
- "American Radicals." New York Jewish Daily Forward 1 (1926): 1.
- "Progress through Birth Control." North American Review 224 (1927): 622–29.
- "Divorce and Birth Control." Outlook, January 25, 1928: 130–31.
- "Feminism and Social Progress." Problems of Civilization. Ed. Baker Brownell. NY: D. Van Nostrand, 1929. 115–42.
- "Sex and Race Progress." Sex in Civilization. Eds V. F. Calverton and S. D. Schmalhausen. NY: Macaulay, 1929. 109–23.
- "Parasitism and Civilized Vice." Woman's Coming of Age. Ed. S. D. Schmalhausen. NY: Liveright, 1931. 110–26.
- "Birth Control, Religion and the Unfit." Nation, January 27, 1932: 108–109.
- "The Right to Die." Forum 94 (1935): 297–300.
- The Dress of Women: A Critical Introduction to the Symbolism and Sociology of Clothing, Michael R. Hill and Mary Jo Deegan, ed., Praeger, 2001（1915年に『先駆者』に連載されたシリーズの書籍化）[『女性のための衣装哲学』大井浩二監訳、小鳥遊書房、2023].

### 雑誌
The Forerunner. Seven volumes, 1909–16. Microfiche. NY: Greenwood, 1968.

### 講演
アメリカ合衆国ヨーロッパで行った講演のうち90本のレポートがある。
- "Club News." Weekly Nationalist, June 21, 1890: 6. [Re. "On Human Nature."]
- "Our Place Today", Los Angeles Woman's Club, January 21, 1891.
- "With Women Who Write." San Francisco Examiner, March 1891, 3:3. [Re. "The Coming Woman."]
- "Safeguards Suggested for Social Evils." San Francisco Call, April 24, 1892: 12:4.
- "The Labor Movement." Alameda County Federation of Trades, 1893. Alameda County, CA Labor Union Meetings. September 2, 1892.
- "Announcement." Impress 1 (1894): 2. [Re. Series of "Talks on Social Questions."]
- "All the Comforts of a Home." San Francisco Examiner, May 22, 1895: 9. [Re. "Simplicity and Decoration."]
- "The Washington Convention." Woman's Journal, February 15, 1896: 49–50. [Re. California.]
- "Woman Suffrage League." Boston Advertiser, November 10, 1897: 8:1. [Re. "The Economic Basis of the Woman Question."]
- "Bellamy Memorial Meeting." American Fabian 4: (1898): 3.
- "An Evening With Kipling." Daily Argus, March 14, 1899: 4:2.
- "Scientific Training of Domestic Servants." Women and Industrial Life, Vol. 6 of International Congress of Women of 1899. Ed Countess of Aberdeen. London: T. Unwin Fisher, 1900. 109.
- "Society and the Child." Brooklyn Eagle, December 11, 1902: 8:4.
- "Woman and Work/ Popular Fallacy that They are a Leisure Class, Says Mrs. Gilman." New York Tribune, February 26, 1903: 7:1.
- "A New Light on the Woman Question." Woman's Journal, April 25, 1904: 76–77.
- "Straight Talk by Mrs. Gilman is Looked For." San Francisco Call, July 16, 1905: 33:2.
- "Women and Social Service." Warren: National American Woman Suffrage Association, 1907.
- "Higher Marriage Mrs. Gilman's Plea." New York Times, December 29, 1908: 2:3.
- "Three Women Leaders in Hub." Boston Post, December 7, 1909: 1:1–2 and 14:5–6.
- "Warless World When Women's Slavery Ends." San Francisco Examiner, November 14, 1910: 4:1.
- "Lecture Given by Mrs. Gilman." San Francisco Call, November 15, 1911: 7:3. [Re. "The Society-- Body and Soul."]
- "Mrs. Gilman Assorts Sins." New York Times, June 3, 1913: 3:8
- "Adam the Real Rib, Mrs. Gilman Insists." New York Times, February 19, 1914: 9:3.
- "Advocates a 'World City.'" New York Times, January 6, 1915: 15:5. [Re. Arbitration of diplomatic disputes by an international agency.]
- "The Listener." Boston Transcript, April 14, 1917: 14:1. [Re. Announcement of lecture series.]
- "Great Duty for Women After War." Boston Post, February 26, 1918: 2:7.
- "Mrs. Gilman Urges Hired Mother Idea." New York Times, September 23, 1919: 36:1–2.
- "Eulogize Susan B. Anthony." New York Times, February 16, 1920: 15:6. [Re. Gilman and others eulogize Anthony on the centenary of her birth.]
- "Walt Whitman Dinner." New York Times, June 1, 1921: 16:7. [Gilman speaks at annual meeting of Whitman Society in New York.]
- "Fiction of America Being Melting Pot Unmasked by CPG." Dallas Morning News, February 15, 1926: 9:7–8 and 15:8.

### 日記、書簡
- Charlotte Perkins Gilman: The Making of a Radical Feminist. Mary A. Hill. Philadelphia: Temple University Press, 1980.
- A Journey from Within: The Love Letters of Charlotte Perkins Gilman, 1897–1900. Ed. Mary A. Hill. Lewisburg: Bucknill UP, 1995.
- The Diaries of Charlotte Perkins Gilman, 2 Vols. Ed. Denise D. Knight. Charlottesville: University Press of Virginia, 1994.

### 自伝
- The Living of Charlotte Perkins Gilman: An Autobiography. New York and London: D. Appleton-Century Co., 1935; NY: Arno Press, 1972; and Harper & Row, 1975.

### オーディオファイル
- The Yellow Wallpaper, Suspense, CBS radio, 1948
- 2 short radio episodes of Gilman's writing, "California Colors" and "Matriatism" from California Legacy Project.